# Taisan-ji (Matsuyama)

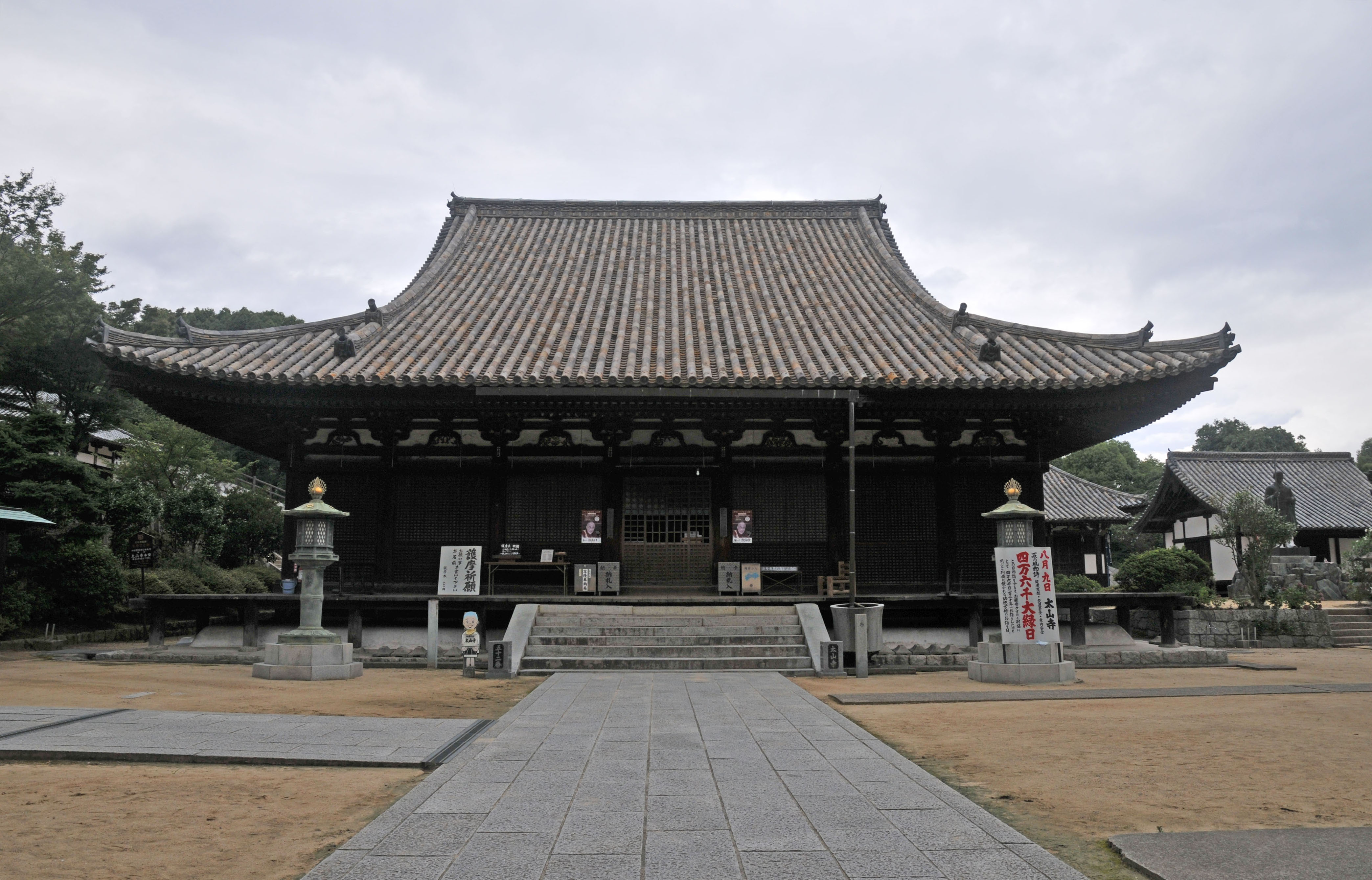
Haupthalle

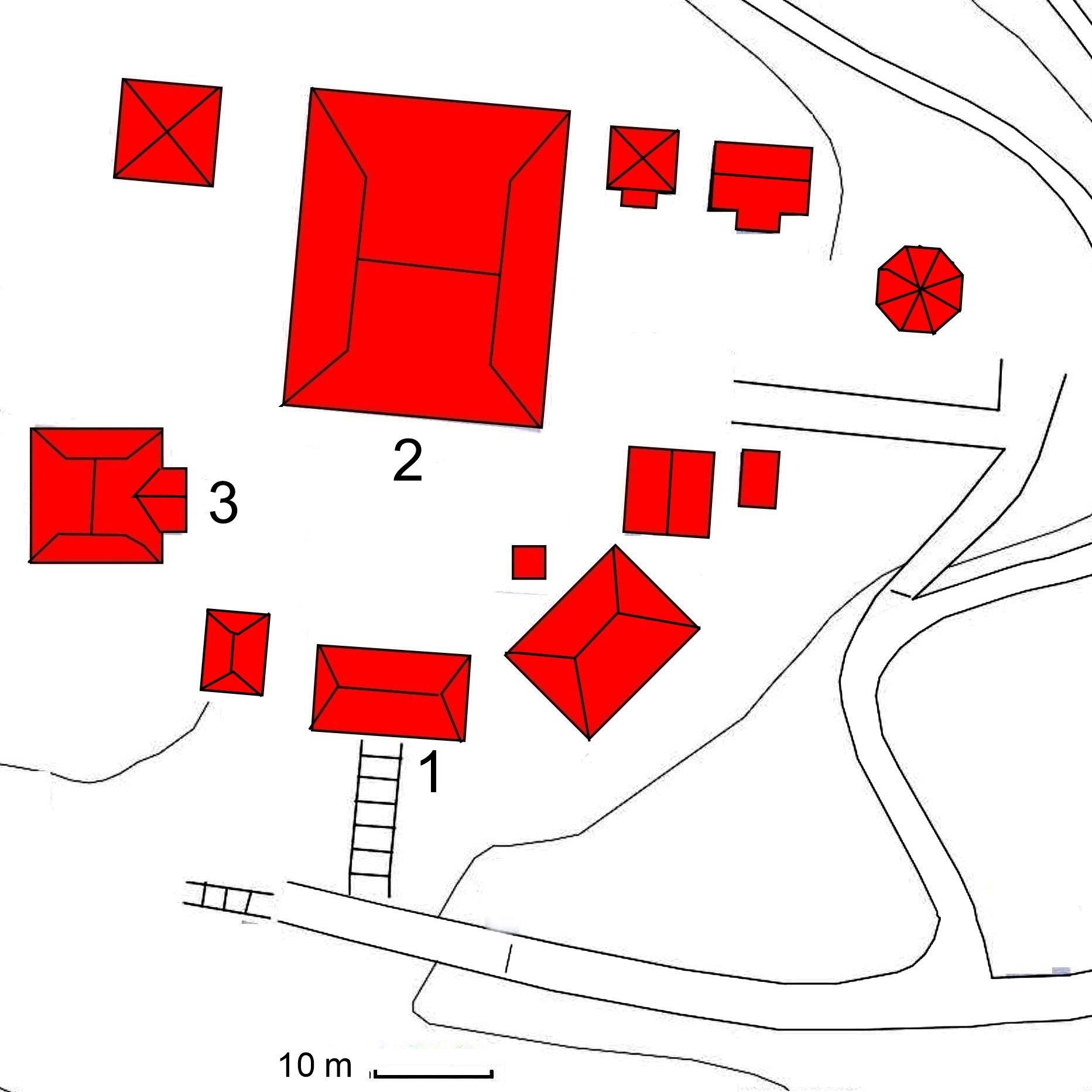
Plan der Tempelanlage, s. Text

Der Taisan-ji (japanisch 太山寺) ist ein Tempel der Shingon-Richtung des Buddhismus am Ost-Abhang des Kyōgamori (経ヶ森) im Norden der Stadt Matsuyama in der Präfektur Ehime. Er ist der 52. Tempel auf dem Shikoku-Pilgerweg.

## Geschichte
Der Tempel wurde der Überlieferung nach im Jahr 739 auf Wunsche des Kaisers Shōmu vom Priester Gyōgi angelegt. Der Name des Waldes, übersetzt „Sutra-Wald“, in dem der Tempel liegt, soll darauf zurückzuführen sein, dass Kaiser Temmu selbst auf dessen Gipfel die Sutra Konkōmyōsaishōō-kyō (金光明最勝王経) vergraben haben soll. Priester Kūkai, posthum Kōbō Daishi, soll den Tempel, der ursprünglich zur Hossō-Richtung des Buddhismus gehörte, zum Shingon umgewidmet haben.

## Anlage
- Am Fuße der Anhöhe durchreitet man das „Erste Tor“ (一の門, Ichi no mon). Auf halber Höhe passiert man das
- Niō-Tor (仁王門), zu dem man eine Treppe hochsteigt. Es stammt aus der Kamakura-Zeit und ist als Wichtiges Kulturgut Japans registriert.
- Das mächtige Shitennō-Tor (四天王門; 1 im Plan) aus dem Jahr 1683 steht wiederum oben am Ende einer Treppe. Hat man es passiert, befindet man sich im eigentlichen Tempelbereich.
- Voraus die Haupthalle (本堂, Hondō; 2 im Plan): die jetzige  stammt aus dem Jahr 1305, wie aus einer Signatur zu entnehmen ist, die man beim Zerlegen des Tempels für eine Grundüberholung fand. Sie ist als Nationalschatz registriert. Das Gebäude ist der größte Holzbau der Präfektur Ehime, es beeindruckt an der Vorderseite mit seinen acht mächtige Säulen. Es ist im Wesentlichen im sogenannten „Japanischen Stil“ erbaut, weist aber auch Elemente „Chinesischen Stils“ und des „Indischen Stils“ auf, so dass man auch zusammengefasst vom „Gemischten Stil“ sprechen kann. Zusammen mit dem mächtigen Dach, das als Fußwalmdach abgelegt ist, ist das Gebäude ein gutes Beispiel für die Architektur der Kamakura-Zeit.
- Auf der linken Seite steht, über eine Treppe zu erreichen, die Taishidō (大師堂; 3 im Plan), die Kūkai gewidmet ist. Das heutige Gebäude stammt aus dem Jahr 1884.

## Schätze des Tempels
Die folgenden Figuren wurden als Wichtiges Kulturgut registriert:
- Eine hölzerne Kannon-Figur (Höhe 155,4 cm) als Hauptkultfigur. Sie stammt aus der späten Heian-Zeit.
- Sechs hölzerne Kannon-Figuren, ebenfalls aus der späten Heian-Zeit.

## Bilder

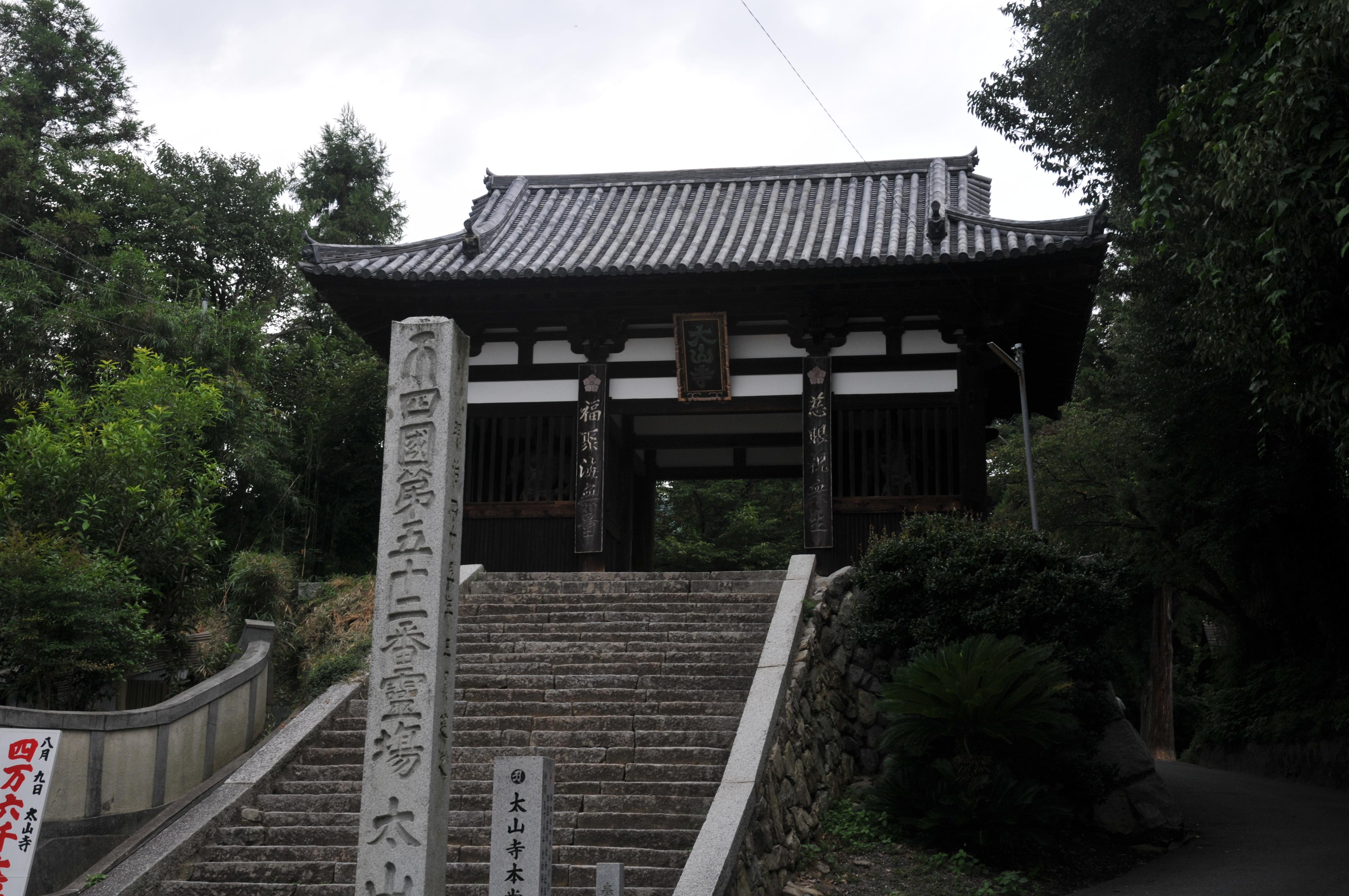
Niō-Tor
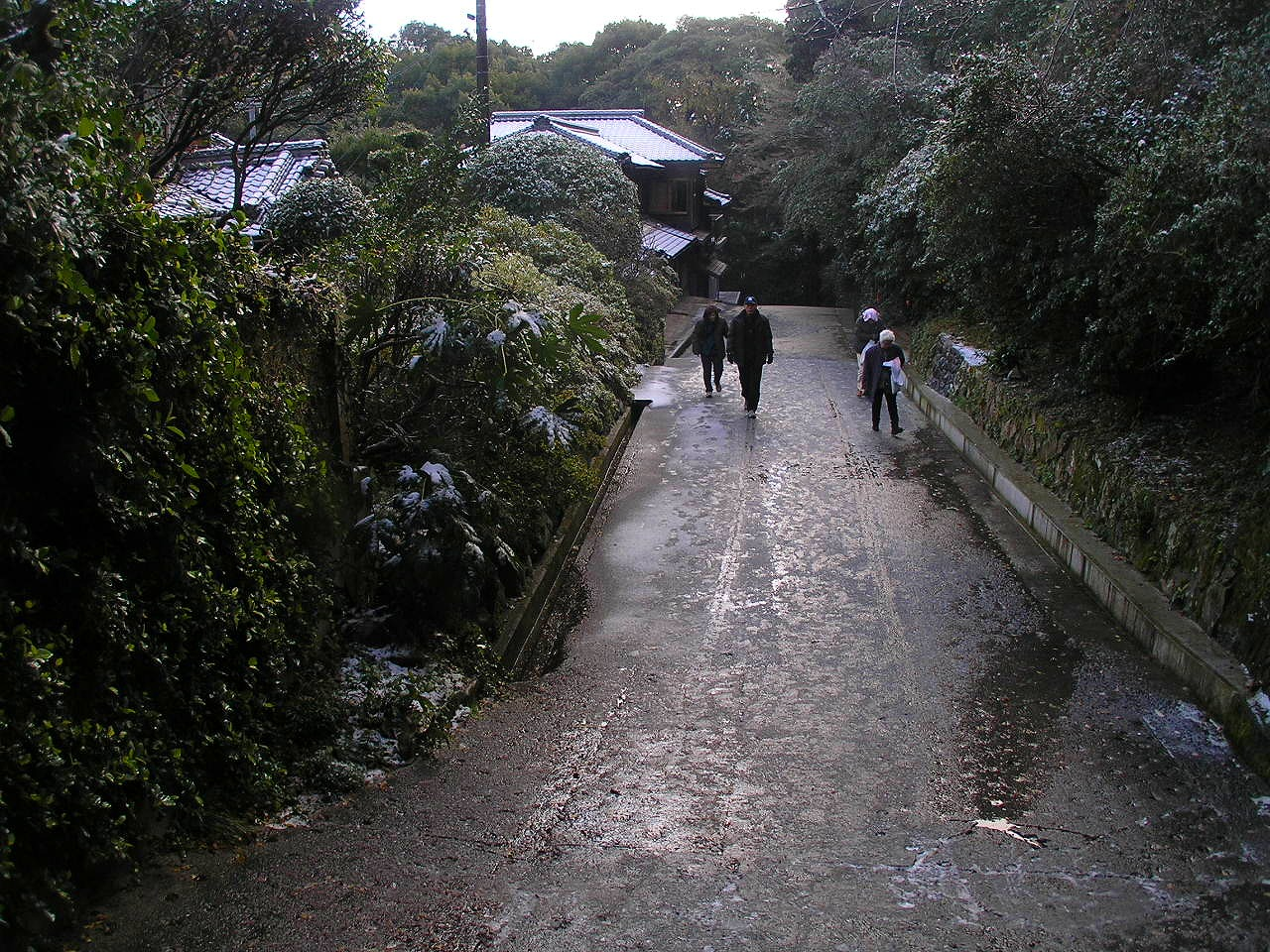
Weg zum Tempel
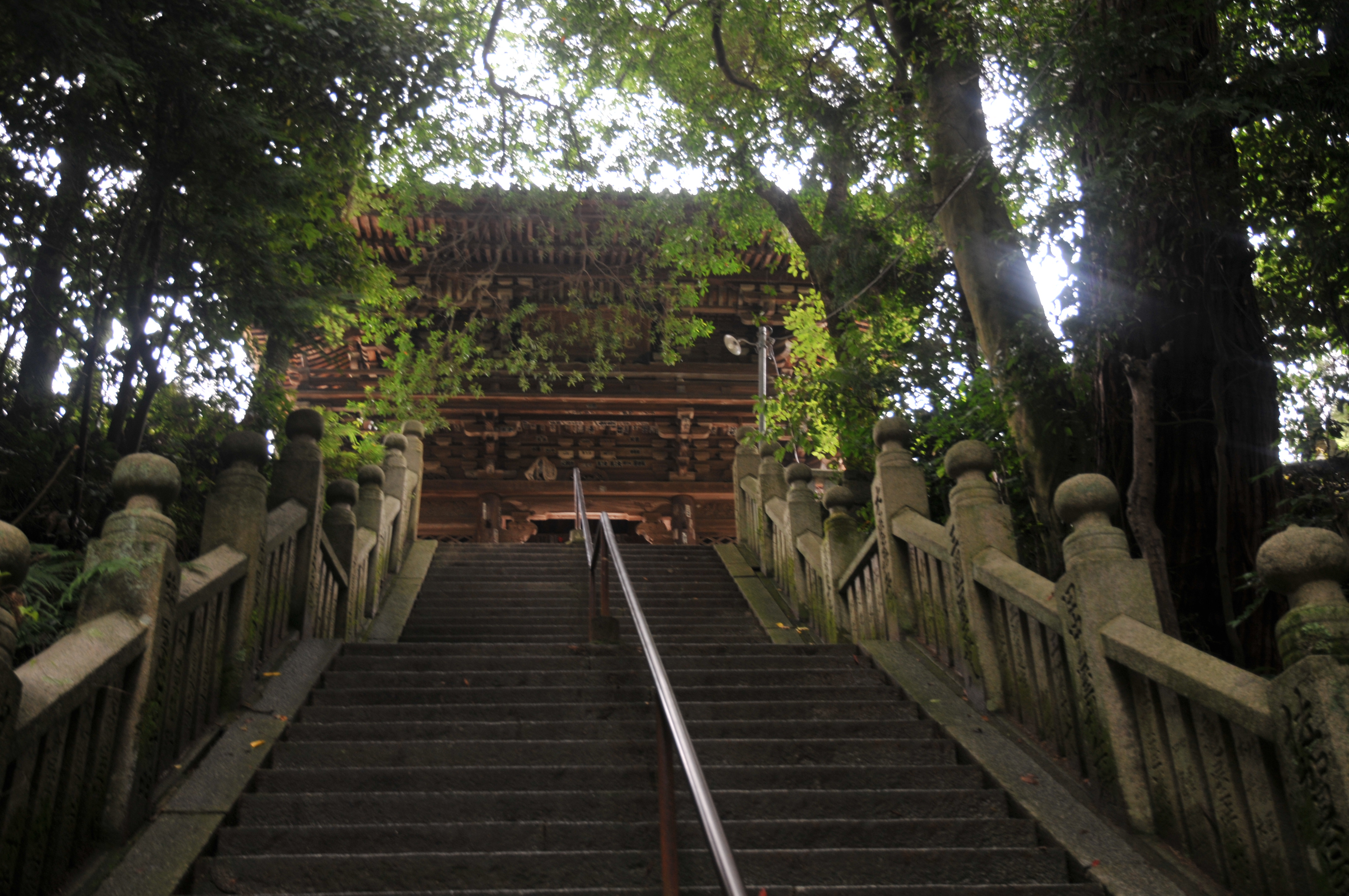
Shitennō-Tor
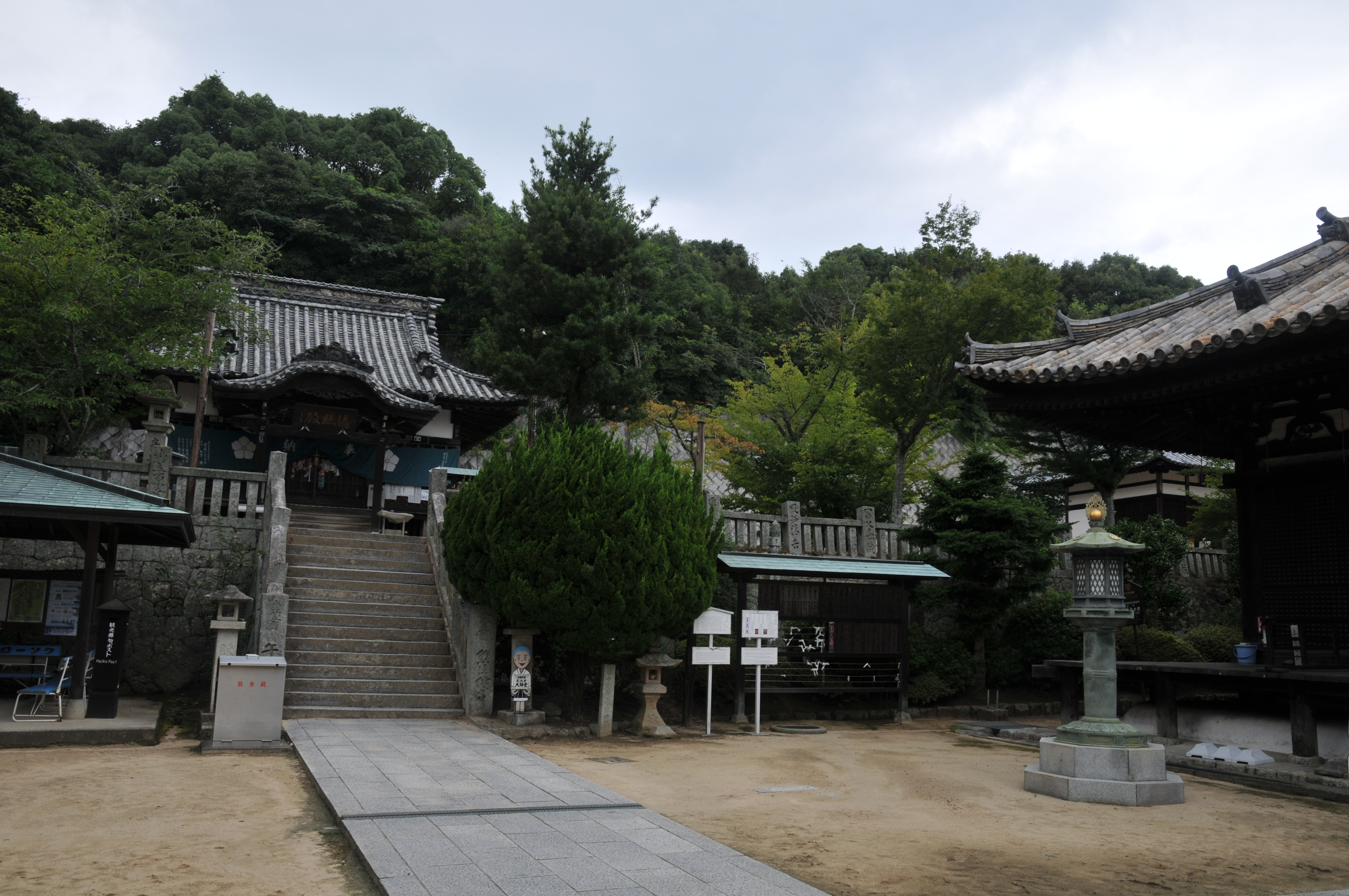
Taishidō
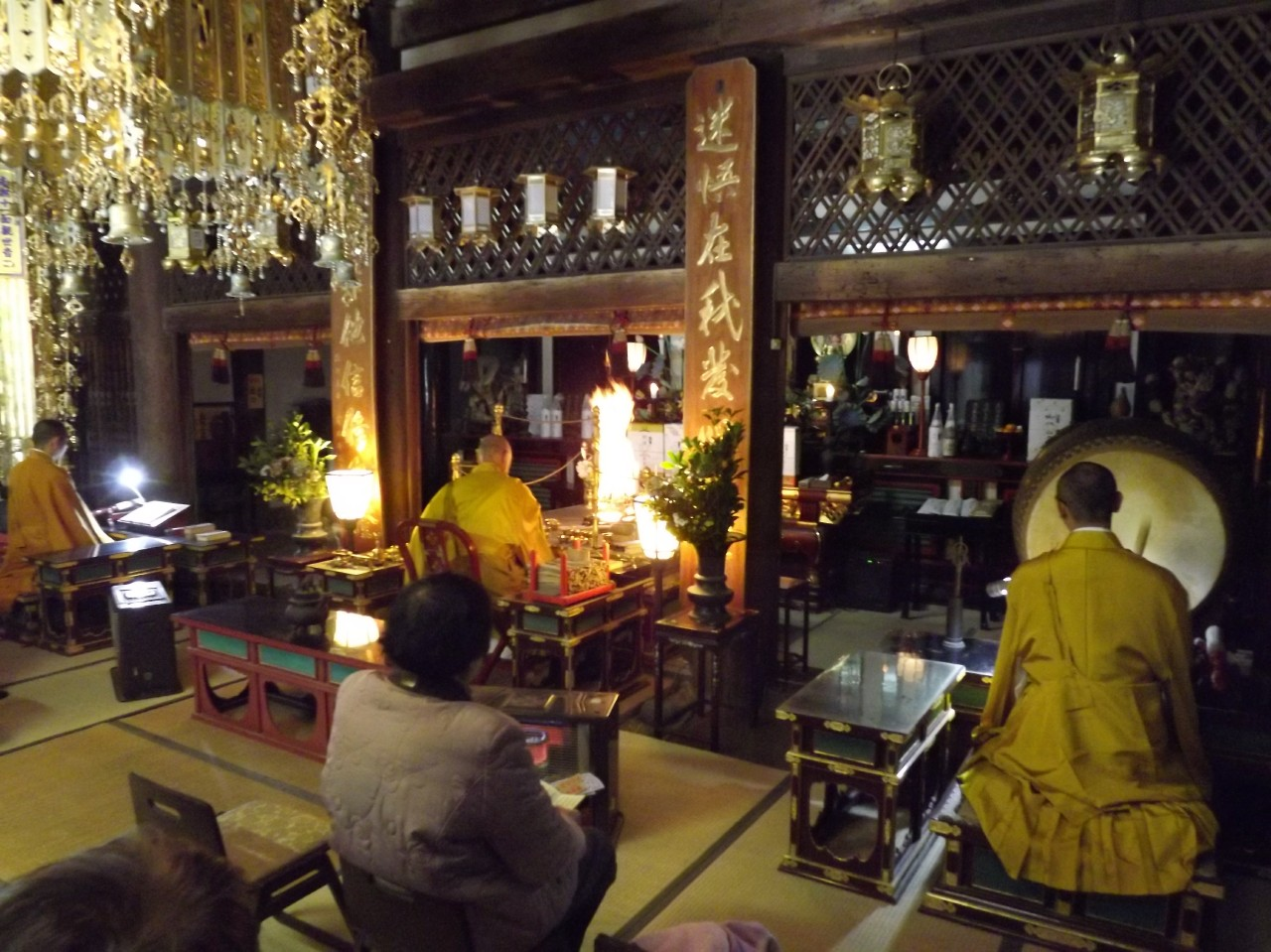
Inneres der Haupthalle[A 1]